# Тресклеу
Тресклеу́ (фр. Trescléoux, окс. Trescléus) — коммуна во Франции, находится в регионе Прованс — Альпы — Лазурный Берег. Департамент коммуны — Верхние Альпы. Входит в состав кантона Орпьер. Округ коммуны — Гап.
Код INSEE коммуны — 05172.

## Население
Население коммуны на 2008 год составляло 314 человек.
| 1962 | 1968 | 1975 | 1982 | 1990 | 1999 | 2008 |
| ---- | ---- | ---- | ---- | ---- | ---- | ---- |
| 178  | 239  | 225  | 244  | 263  | 275  | 314  |

## Экономика
В 2007 году среди 185 человек в трудоспособном возрасте (15—64 лет) 131 были экономически активными, 54 — неактивными (показатель активности — 70,8 %, в 1999 году было 66,5 %). Из 131 активных работали 115 человек (71 мужчина и 44 женщины), безработных было 16 (8 мужчин и 8 женщин). Среди 54 неактивных 9 человек были учениками или студентами, 26 — пенсионерами, 19 были неактивными по другим причинам.